# Інкорпорація (право)
Інкорпора́ція (лат. incorporatio — приєднання) — вид систематизації нормативних актів, який полягає у зведенні їх у збірники, у певному порядку без зміни змісту. Критерії систематизації: хронологічний або алфавітний порядок, напрям діяльності, сфера суспільних відносин, тематика наукового дослідження тощо.

## Види інкорпорації

### За юридичною значущістю
- офіційна — передбачає затвердження збірників інкорпорованих актів компетентним органом;
- офіціозна.
- неофіційна — не має обов'язкового характеру, здійснюється науковими установами, навчальними закладами, іншими суб'єктами юридичної діяльності для зручності у користуванні нормативним матеріалом;

### За способом упорядкування
- хронологічна — здійснюється у певній послідовності за ознакою часу видання нормативних актів;
- предметна — нормативні акти об'єднуються на підставі однорідності суспільних відносин, що становлять відокремлений предмет правового регулювання.

### За обсягом
- загальну (генеральну )
- галузеву
- міжгалузеву
- спеціальну ( за окремими інститутами однієї галузі права )

### За суб'єктами здійснення
- правотворчого суб'єкта
- спеціально уповноваженого суб'єкта
- інших суб'єктів за їх ініціативою.

Існують також інші види інкорпорації, які здійснюються за такими критеріями: алфавітний порядок, галузь права, суб'єкт прийняття нормативного акта, тематика наукового дослідження, сфера діяльності тощо. Таким чином відбувається об'єднання цілісних нормативно-правових актів у збірники правового матеріалу за критерієм, який обирає сам систематизатор.